# Unione Sportiva Livorno 1967-1968
Questa pagina raccoglie le informazioni riguardanti l'Unione Sportiva Livorno nelle competizioni ufficiali della stagione 1967-1968.

## Stagione
In casa amaranto si volta pagina nella stagione 1967-1968, dopo averla traghettata da Arno Ardisson, il vecchio presidente Ricciotti Paggini lascia la società in mano a Renato Tedeschi, il quale affida la conduzione tecnica a Leandro Remondini. I nuovi innesti sono Vittorio Calvani, Ulisse Gualtieri, Umberto Depetrini e Mauro Nardoni che con otto reti risulterà il miglior marcatore di stagione. In effetti la squadra è esperta e quadrata in ogni reparto con il solo neo di segnare poco. Dopo la partita con il Monza il 19 novembre accadono fatti incresciosi che costeranno cinque turni di squalifica del campo e come conseguenza la perdita di alcuni punti di troppo in classifica, che avrebbero permesso ai labronici di migliorare la settima posizione finale, a sole cinque lunghezze da Pisa e Verona salite in Serie A con il Palermo che ha vinto il torneo.

## Rosa
| N. |                   | Ruolo | Calciatore          |
| -- | ----------------- | ----- | ------------------- |
|    | Italia (bandiera) | C     | Claudio Azzali      |
|    | Italia (bandiera) | P     | Renato Bellinelli   |
|    | Italia (bandiera) | D     | Enrico Cairoli      |
|    | Italia (bandiera) | D     | Gianni Caleffi      |
|    | Italia (bandiera) | D     | Vittorio Calvani    |
|    | Italia (bandiera) | A     | Albino Cella        |
|    | Italia (bandiera) | A     | Carlo Di Cristofaro |
|    | Italia (bandiera) | C     | Umberto Depetrini   |
|    | Italia (bandiera) | A     | Paolo Franzoni      |
|    | Italia (bandiera) | C     | Paolo Garzelli      |
|    | Italia (bandiera) | P     | Roberto Gori        |

| N. |                   | Ruolo | Calciatore          |
| -- | ----------------- | ----- | ------------------- |
|    | Italia (bandiera) | A     | Ulisse Gualtieri    |
|    | Italia (bandiera) | D     | Mauro Lessi         |
|    | Italia (bandiera) | C     | Paolo Lombardo      |
|    | Italia (bandiera) | P     | Sauro Morri         |
|    | Italia (bandiera) | A     | Mauro Nardoni       |
|    | Italia (bandiera) | A     | Corrado Nastasio    |
|    | Italia (bandiera) | C     | Mauro Niccolai      |
|    | Italia (bandiera) | D     | Giuseppe Papadopulo |
|    | Italia (bandiera) | A     | Bruno Santon        |
|    | Italia (bandiera) | D     | Gaetano Vergazzola  |

## Risultati

### Serie B

#### Girone di andata
| Arbitro: | Piantoni (Terni) |

|  |           |            |
|  | Marcatori | 80’ Santon |

| Arbitro: | Lattanzi (Roma) |

|  |           |              |
|  | Marcatori | 2’ Gualtieri |

| Arbitro: | Canova (Bologna) |

|                                 |           |                 |
| Gualtieri 25’ Santon 71’ (rig.) | Marcatori | 35’ Balestrieri |

| 1º ottobre 1967 4ª giornata |  | – Turno di riposo LIVORNO |  |  |

| Livorno 8 ottobre 1967 5ª giornata | Livorno              | 0 – 0 | Palermo | Stadio Comunale\| Arbitro: \| Barbaresco (Cormons) \| |
| Arbitro:                           | Barbaresco (Cormons) |       |         |                                                       |

| Arbitro: | De Robbio (Torre Annunziata) |

|              |           |  |
| Lombardo 76’ | Marcatori |  |

| Arbitro: | Vitullo (Roma) |

|             |           |              |
| Console 40’ | Marcatori | 62’ Garzelli |

| Livorno 29 ottobre 1967 8ª giornata | Livorno       | 0 – 0 | Catanzaro | Stadio Comunale\| Arbitro: \| Motta (Monza) \| |
| Arbitro:                            | Motta (Monza) |       |           |                                                |

| Arbitro: | Marchiori (Padova) |

|            |           |             |
| Santon 22’ | Marcatori | 75’ Frisoni |

| Genova 12 novembre 1967 10ª giornata | Genoa           | 0 – 0 | Livorno | Stadio Luigi Ferraris\| Arbitro: \| Lattanzi (Roma) \| |
| Arbitro:                             | Lattanzi (Roma) |       |         |                                                        |

| Arbitro: | Sbardella (Roma) |

|                                  |           |                     |
| Nardoni 10’ (rig.) Gualtieri 65’ | Marcatori | 21’ Sala 87’ Strada |

| Arbitro: | Bernardis (Roma) |

|           |           |                          |
| Vigni 89’ | Marcatori | 63’ Lombardo 88’ Nardoni |

| Arbitro: | Monti (Ancona) |

|                                  |           |  |
| Joan 21’, 77’ (rig.) Piaceri 49’ | Marcatori |  |

| Arbitro: | Genel (Trieste) |

|  |           |              |
|  | Marcatori | 39’ Saltutti |

| Arbitro: | Lo Bello (Siracusa) |

|            |           |  |
| Spagni 74’ | Marcatori |  |

| Arbitro: | Barbaresco (Cormons) |

|            |           |  |
| Santon 14’ | Marcatori |  |

| Arbitro: | Torelli (Milano) |

|         |           |  |
| Bui 35’ | Marcatori |  |

| Arbitro: | Bigi (Padova) |

|                          |           |  |
| Nardoni 31’ Nastasio 71’ | Marcatori |  |

| Empoli 14 gennaio 1968 19ª giornata | Livorno            | 0 – 0 | Foggia & Incedit | Stadio Carlo Castellani\| Arbitro: \| Michelotti (Parma) \| |
| Arbitro:                            | Michelotti (Parma) |       |                  |                                                             |

| Arbitro: | Genel (Trieste) |

|                       |           |               |
| Crippa 10’ Pienti 80’ | Marcatori | 30’ Gualtieri |

| Arbitro: | Caligaris (Alessandria) |

|                              |           |               |
| Fara 42’ (rig.) Strucchi 68’ | Marcatori | 84’ Gualtieri |

#### Girone di ritorno
| Arbitro: | Vacchini (Milano) |

|                           |           |  |
| Gualtieri 44’ Nardoni 73’ | Marcatori |  |

| Arbitro: | Gussoni (Tradate) |

|                  |           |  |
| Nardoni 20’, 37’ | Marcatori |  |

| Arbitro: | Possagno (Treviso) |

|  |           |              |
|  | Marcatori | 45’ Nastasio |

| 25 febbraio 1968 25ª giornata |  | – Turno di riposo LIVORNO |  |  |

| Arbitro: | Michelotti (Parma) |

|                |           |  |
| Bercellino 81’ | Marcatori |  |

| Arbitro: | Barbaresco (Cormons) |

|  |           |            |
|  | Marcatori | 56’ Santon |

| Livorno 17 marzo 1968 28ª giornata | Livorno          | 0 – 0 | Modena | Stadio Comunale\| Arbitro: \| Bernardis (Roma) \| |
| Arbitro:                           | Bernardis (Roma) |       |        |                                                   |

| Arbitro: | Marengo (Chiavari) |

|  |           |              |
|  | Marcatori | 13’ Nastasio |

| Arbitro: | Possagno (Treviso) |

|                       |           |  |
| La Rosa 55’ Villa 85’ | Marcatori |  |

| Arbitro: | Gussoni (Tradate) |

|  |           |                                           |
|  | Marcatori | 30’ (aut.) Azzali 73’ Ferrari 88’ Petrini |

| Arbitro: | Gonella (Torino) |

|          |           |  |
| Sala 18’ | Marcatori |  |

| Arbitro: | Canova (Bologna) |

|           |           |  |
| Santon 9’ | Marcatori |  |

| Arbitro: | Lo Bello (Siracusa) |

|                                       |           |  |
| Federici 25’ (aut.) Di Cristofaro 57’ | Marcatori |  |

| Arbitro: | De Marchi (Pordenone) |

|                           |           |  |
| Sensibile 26’ Incerti 28’ | Marcatori |  |

| Arbitro: | Vacchini (Milano) |

|             |           |  |
| Nardoni 12’ | Marcatori |  |

| Arbitro: | Possagno (Treviso) |

|                                         |           |  |
| Bramati 51’ Milanesi 67’ Calloni G. 86’ | Marcatori |  |

| Livorno 26 maggio 1968 38ª giornata | Livorno        | 0 – 0 | Verona | Stadio Comunale\| Arbitro: \| Monti (Ancona) \| |
| Arbitro:                            | Monti (Ancona) |       |        |                                                 |

| Arbitro: | Torelli (Milano) |

|              |           |  |
| De Nardi 92’ | Marcatori |  |

| Arbitro: | Angonese (Mestre) |

|                            |           |                         |
| Traspedini 29’ Gambino 60’ | Marcatori | 19’ Depetrini 31’ Cella |

| Arbitro: | Valgaussa (Lecco) |

|           |           |                   |
| Cella 27’ | Marcatori | 82’ (rig.) Crippa |

| Arbitro: | Rodomonte (Teramo) |

|                                            |           |  |
| Nardoni 64’ Gualtieri 81’ Cella 89’ (rig.) | Marcatori |  |

### Coppa Italia
| Arbitro: | Trono (Torino) |

|  |           |                    |
|  | Marcatori | 65’ (aut.) Maldera |

| Arbitro: | Valgaussa (Lecco) |

|                       |           |  |
| Mujesan 9’ Toschi 31’ | Marcatori |  |

## Statistiche

### Statistiche di squadra
| Competizione | Punti | In casa | In casa | In casa | In casa | In casa | In casa | In trasferta | In trasferta | In trasferta | In trasferta | In trasferta | In trasferta | Totale | Totale | Totale | Totale | Totale | Totale | DR |
| Competizione | Punti | G       | V       | N       | P       | Gf      | Gs      | G            | V            | N            | P            | Gf           | Gs           | G      | V      | N      | P      | Gf     | Gs     | DR |
| ------------ | ----- | ------- | ------- | ------- | ------- | ------- | ------- | ------------ | ------------ | ------------ | ------------ | ------------ | ------------ | ------ | ------ | ------ | ------ | ------ | ------ | -- |
| Serie B      | 43    | 20      | 10      | 8       | 2       | 21      | 9       | 20           | 6            | 3            | 11           | 13           | 23           | 40     | 16     | 11     | 13     | 34     | 32     | +2 |
| Coppa Italia |       | -       | -       | -       | -       | -       | -       | 2            | 1            | 0            | 1            | 1            | 2            | 2      | 1      | 0      | 1      | 1      | 2      | -1 |
| Totale       |       | 20      | 10      | 8       | 2       | 21      | 9       | 22           | 7            | 3            | 12           | 14           | 25           | 42     | 17     | 11     | 14     | 35     | 34     | +1 |

### Statistiche dei giocatori
| Giocatore        | Serie B  | Serie B | Coppa Italia | Coppa Italia | Totale   | Totale |
| Giocatore        | Presenze | Reti    | Presenze     | Reti         | Presenze | Reti   |
| ---------------- | -------- | ------- | ------------ | ------------ | -------- | ------ |
| C. Azzali        | 40       | 0       | 1            | 0            | 41       | 0      |
| R. Bellinelli    | 34       | -25     | 1            | 0            | 35       | -25    |
| E. Cairoli       | 15       | 0       | 1            | 0            | 16       | 0      |
| G. Caleffi       | 33       | 0       | 1            | 0            | 34       | 0      |
| V. Calvani       | 36       | 0       | -            | -            | 36       | 0      |
| A. Cella         | 5        | 3       | -            | -            | 5        | 3      |
| C. Di Cristofaro | 7        | 1       | 2            | 0            | 9        | 1      |
| U. Depetrini     | 37       | 1       | 1            | 0            | 38       | 1      |
| Eschiti          | -        | -       | 1            | 0            | 1        | 0      |
| P. Franzoni      | 4        | 0       | -            | -            | 4        | 0      |
| P. Garzelli      | 35       | 1       | 1            | 0            | 36       | 1      |
| R. Gori          | 7        | -6      | 1            | -2           | 8        | -8     |
| U. Gualtieri     | 32       | 7       | 1            | 0            | 33       | 7      |
| M. Lessi         | 31       | 0       | 1            | 1            | 32       | 1      |
| P. Lombardo      | 34       | 2       | 1            | 0            | 35       | 2      |
| Maggini          | -        | -       | 1            | 0            | 1        | 0      |
| Morescalchi      | -        | -       | 1            | 0            | 1        | 0      |
| S. Morri         | 1        | -1      | -            | -            | 1        | -1     |
| M. Nardoni       | 26       | 8       | -            | -            | 26       | 8      |
| C. Nastasio      | 34       | 3       | 1            | 0            | 35       | 3      |
| M. Niccolai      | 2        | 0       | 1            | 0            | 3        | 0      |
| G. Papadopulo    | 1        | 0       | 1            | 0            | 2        | 0      |
| Parola           | -        | -       | 1            | 0            | 1        | 0      |
| Pedani           | -        | -       | 1            | 0            | 1        | 0      |
| B. Santon        | 18       | 5       | 1            | 0            | 19       | 5      |
| Veneziani        | -        | -       | 1            | 0            | 1        | 0      |
| G. Vergazzola    | 10       | 0       | 1            | 0            | 11       | 0      |